# 1886

## أحداث
- تأسيس مدينة لابولاي وتقع حاليا في الأرجنتين.
- تأسيس مدينة جرمستون [الإنجليزية] وتقع حاليا في جنوب أفريقيا.
- تأسيس مدينة فارزيا باوليستا وتقع حاليا في البرازيل.
- تأسيس مدينة جوهانسبرغ وتقع حاليا في جنوب أفريقيا.
- تأسيس مدينة سان فرانسيسكو، قرطبة وتقع حاليا في الأرجنتين.
- تأسيس مدينة تياتيانينغ وتقع حاليا في ليسوتو.
- 20 أكتوبر: تأسيس مدينة تريليو وتقع حاليا في الأرجنتين.
- 4 يوليو إقامة تمثال الحرية في نيويورك في أمريكا.
- سك أول عملة محلية لـ دولة الكويت وسميت البيزة الكويتية.

## مواليد
- أحمد خالد المشاري
- محمد بن عرفة
- أرشيبالد هل
- ألبريشت يانسن
- ألفونسو الثالث عشر من إسبانيا
- أوتو جميلين
- أوسكار يلينك
- إبراهيم ناصف الورداني
- إدوارد كندال
- باول أرون
- بكر صدقي
- جاك ماجوريل
- جان آرب
- جان مازاريك
- جعفر العسكري
- جونيتشيرو تانيزاكي
- جيمي سبيرز
- روبرت روبنسون
- روبرت شومان (اقتصادي فرنسي)
- ريني غوينون
- رينيه جينو
- عبد الرحمن شكري
- عبد العزيز البشري
- عبد الله بن صالح الخليفي
- عبد الله توقاي
- عفيفة الشرتونية
- فهد العلي الرشودي
- فيتوريو بوتسو
- فيليب حتي
- كارل مان سيغباهن
- لودفيغ ميس فان دير روه
- محمد كمال المصري
- نبيه العظمة
- وليام إلمر هولت
- تيمور بن فيصل سلطان عمان ومسقط.
- 18 يناير - ميلاد الكاتب والمفكر والناشط السياسي المصري محمد لطفي جمعة.
- 11 فبراير - الأديبة مي زيادة في الناصرة في فلسطين.
- 11 أبريل - إدموند جوجون، شاعر فرنسي.
- يوليو - الشيخ محب الدين الخطيب في دمشق، صاحب مجلة الفتح ومجلة الزهراء القاهريتين، ومنشئ المطبعة السلفية بالقاهرة؛ وفي دارها قامت جمعية الشبان المسلمين المصرية.
- 1 أكتوبر - الأستاذ أحمد أمين في القاهرة.
- 16 أكتوبر - أول رئيس وزراء إسرائيلي ديفيد بن غوريون.
- 17 ديسمبر - الرائدة النسوية نبوية موسى بكفر الحكما بندر الزقازيق في مصر.
- 25 ديسمبر - باحثة البادية ملك حفني ناصف في القاهرة.

## وفيات
- آرثر بيمبر
- إيميلي ديكنسون
- بنيامين اف. كونلي
- تشارلز فرانسيس آدمز، الأب
- تشستر آرثر
- خوسيه هرنانديز
- هنري ريتشاردسون
- وينفيلد سكوت هانكوك